# Summer of Love

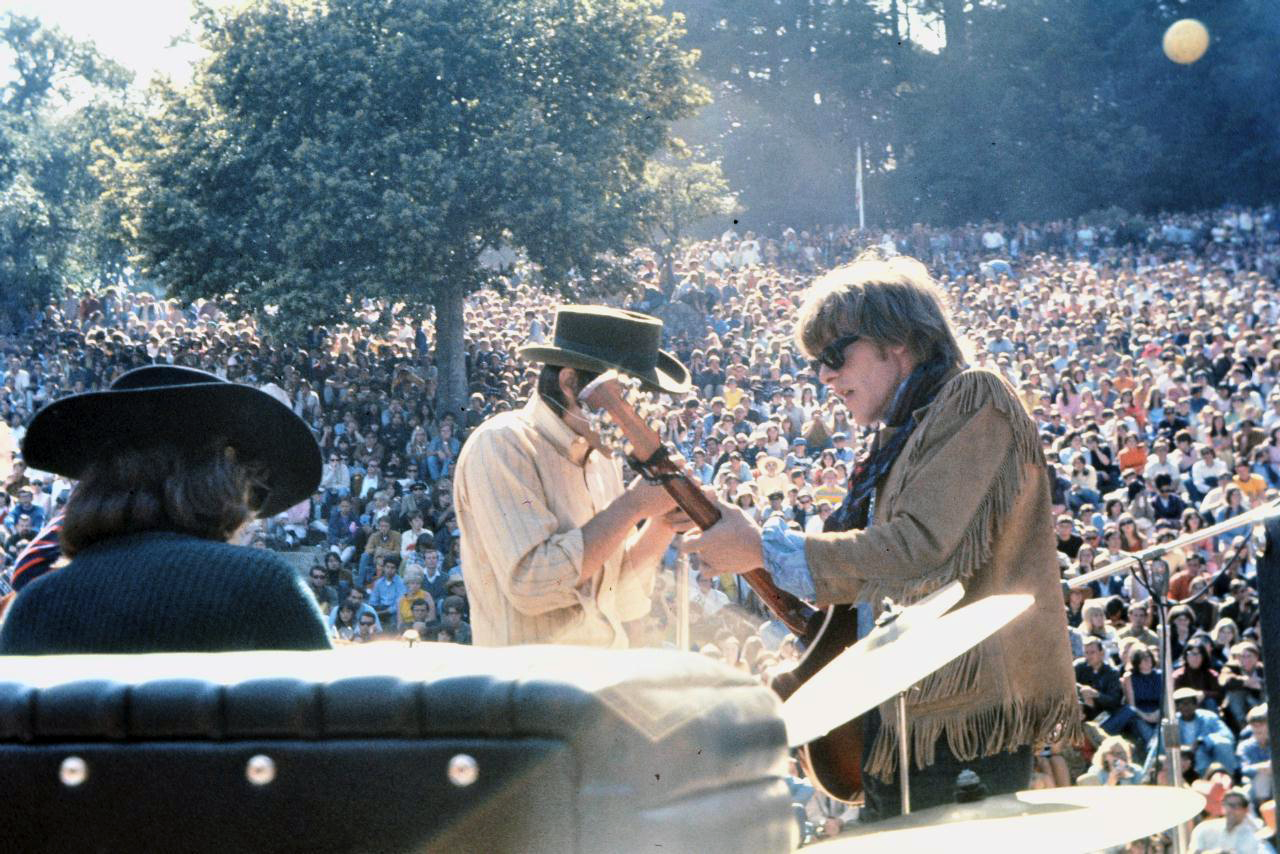
I Jefferson Airplane mentre cantano al Fantasy Fair nella contea di Marin vicino a San Francisco, il 10 giugno 1967.

Summer of Love (letteralmente "estate dell'amore") è un'espressione in lingua inglese che indica gli eventi trascorsi durante l'estate del 1967 nella città di San Francisco e quelli accaduti ad Haight-Ashbury tra il 1965 e il 1968, quando l'affluenza di migliaia di giovani in cerca di pace, amore e libertà fece della città californiana l'epicentro di una rivoluzione sociale e culturale senza precedenti.
Nel corso degli anni sessanta lo sgretolamento del sogno americano e dei suoi ideali, con il fallimento della guerra del Vietnam, ebbero come conseguenza l'emergere di una nuova controcultura, non sempre di connotazione politica, che si oppose ai valori tradizionali attraverso la definizione di nuovi ideali di amore e spiritualità e, contemporaneamente, attraverso una generale apertura all'uso di stupefacenti e un nuovo stile artistico-musicale psichedelico.
Questo fenomeno di controcultura ebbe il suo epicentro nell'area di San Francisco conosciuta come Haight-Ashbury: la posizione isolata del distretto, situato sulle colline di San Francisco, la sua vicinanza al Golden Gate Park e alla San Francisco State University, oltre al suo stato ormai decadente e gli affitti molto bassi, fecero sì che la zona diventasse un polo di attrazione per gruppi bohémien di hippy che, raccoltisi in vere e proprie comunità, contribuirono, soprattutto grazie all'azione dei media, a farsi conoscere dal grande pubblico e a rendere la zona compresa fra Haight Street e Ashbury Street l'emblema del movimento hippy.

## Corso degli eventi

### I precedenti

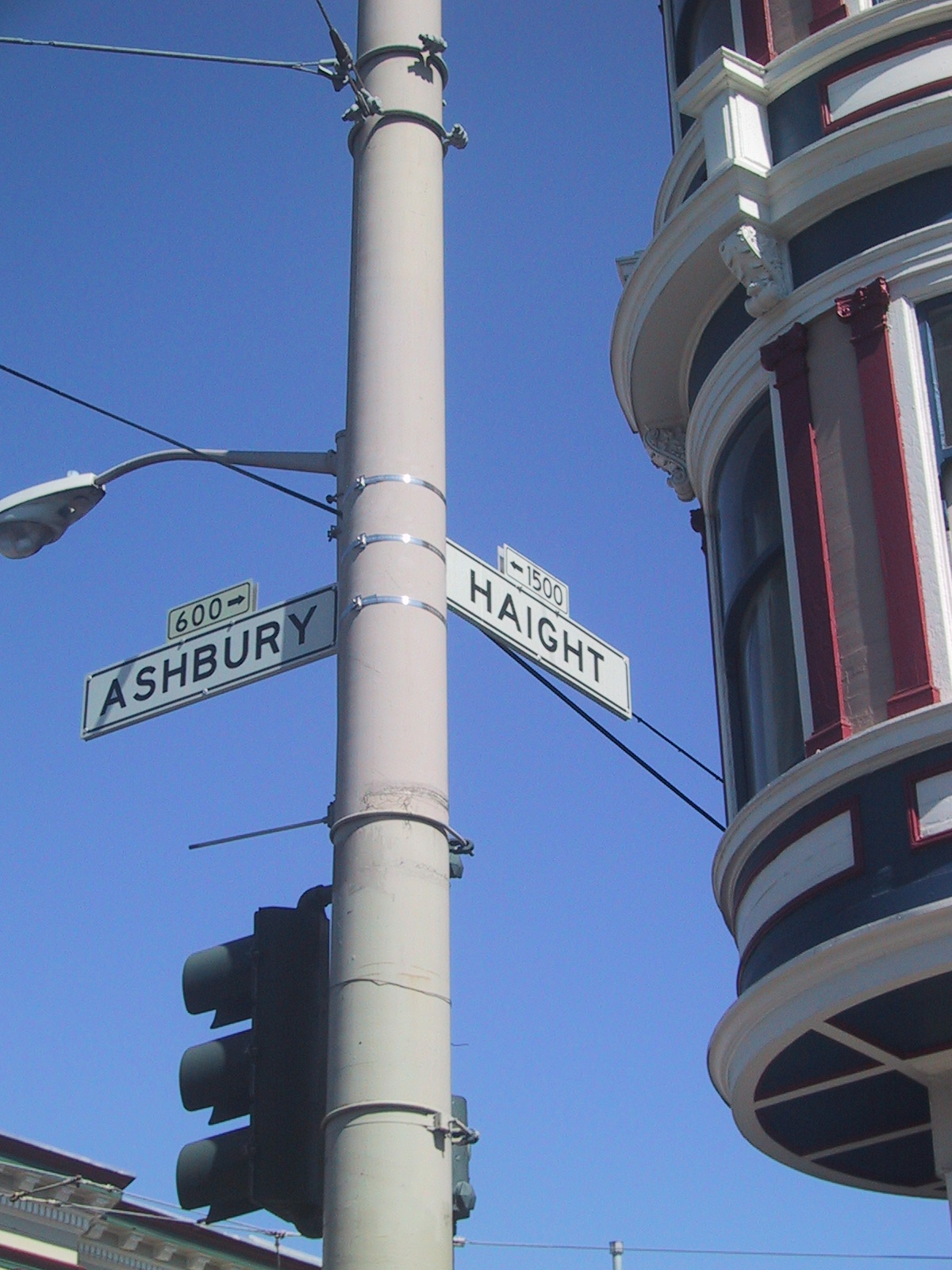
Segnale di incrocio tra Haight Street e Ashbury Street, San Francisco

Già dagli inizi degli anni '50 la città di San Francisco, in particolare il quartiere di North Beach, aveva attirato l'attenzione di molti giovani per essere stata la sede della cosiddetta San Francisco Renaissance cui avevano dato il via autori quali Lawrence Ferlinghetti, Gary Snyder e Philip Lamantia. La sua popolarità era poi aumentata per essere stata meta di importanti personalità della Beat Generation, quali Jack Kerouac e Allen Ginsberg. Verso l'inizio degli anni sessanta l'aumento dei prezzi d'affitto a North Beach contribuì al trasferimento di molti scrittori e artisti nel quartiere di Haigth-Ashbury. Durante gli anni '60 il movimento Beat si sciolse, trasformandosi lentamente in un movimento di controcultura: questa transizione viene registrata da un mutamento di terminologia da beatnik a hippy. Per questo motivo la cultura beat ebbe, almeno inizialmente, un forte ascendente sul fenomeno hippy, sebbene si definirono ben presto differenze di stile e interessi.

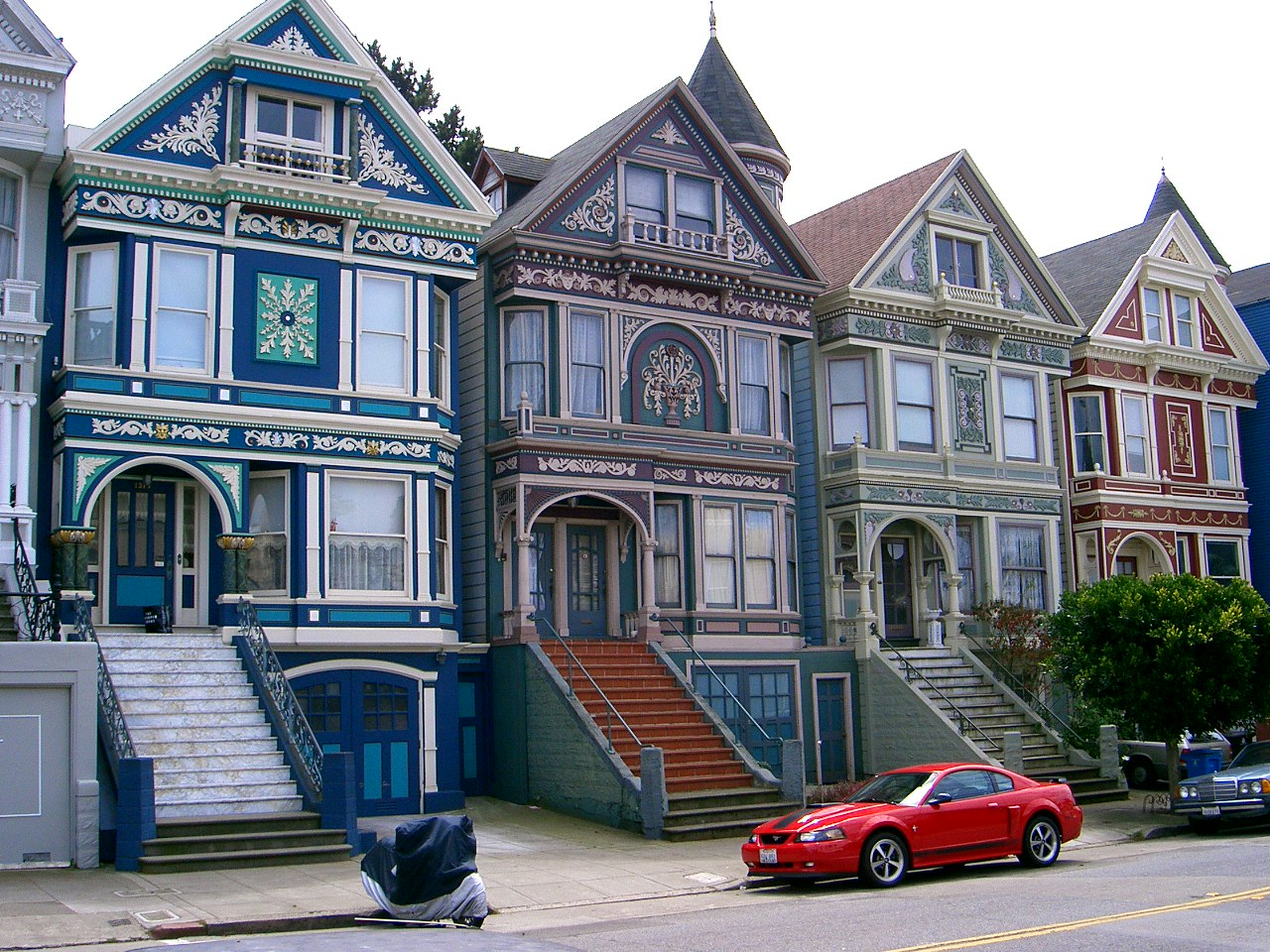
Case vittoriane nel quartiere di Haight-Ashbury

L'anno cui si può far risalire l'inizio dell'era di Haigth-Ashbury fu il 1965: la promozione dell'esperienza collettiva di droghe psichedeliche raccolse intorno a un piccolo gruppo di scrittori e artisti, tra cui Ken Kesey e Owsley Stanley, un discreto pubblico di giovani hippy che, in cerca di nuove esperienze, organizzavano balli e concerti, sperimentando diversi tipi di droghe. Ken Kesey divenne celebre in particolare per i suoi Acid tests, durante i quali i partecipanti diedero il via a tutti quelli che sarebbero stati poi i tratti fondamentali della cultura hippy: l'esperienza comunitaria, la sperimentazione di psichedelici, in particolare l'LSD, l'acid rock, la celebrazione dello psicoticismo, l'apertura e disinibizione sessuale.
Il 3 gennaio 1966 viene aperto in Ashbury Street lo Psychedelic Shop, costruito appositamente per fornire informazioni sul movimento e fungere da centro d'appoggio dell'intero quartiere. L'evento segna la nascita della comunità hippy che da questo momento può riconoscersi in un simbolo e raccogliersi in nome di una identità comune. L'apertura dello Psychedelic Shop segna l'evoluzione del movimento hippy in fenomeno di massa.
Il 6 ottobre 1966, lo stato della California dichiara l'LSD sostanza illegale. In risposta Allen Cohen e Michael Bowen, fondatori del San Francisco Oracle, organizzarono un raduno presso il Golden Gate Park, chiamato Love Pageant Rally. La manifestazione, nata come occasione per dimostrare l'opposizione alla "repressione legislativa del misticismo chimico" divenne una cerimonia pubblica per celebrare la propria innocenza, per dichiarare di non essere colpevoli di assumere sostanze illegali, ma di voler invece esaltare "la coscienza trascendentale, la bellezza dell'universo, la bellezza dell'essere".
Da allora i concerti e i raduni si fecero sempre più frequenti, coinvolgendo sempre più partecipanti: il culmine venne raggiunto durante la Summer of Love, quando il quartiere di Haight-Ashbury ospitò circa 75 000 persone provenienti da ogni angolo della nazione.

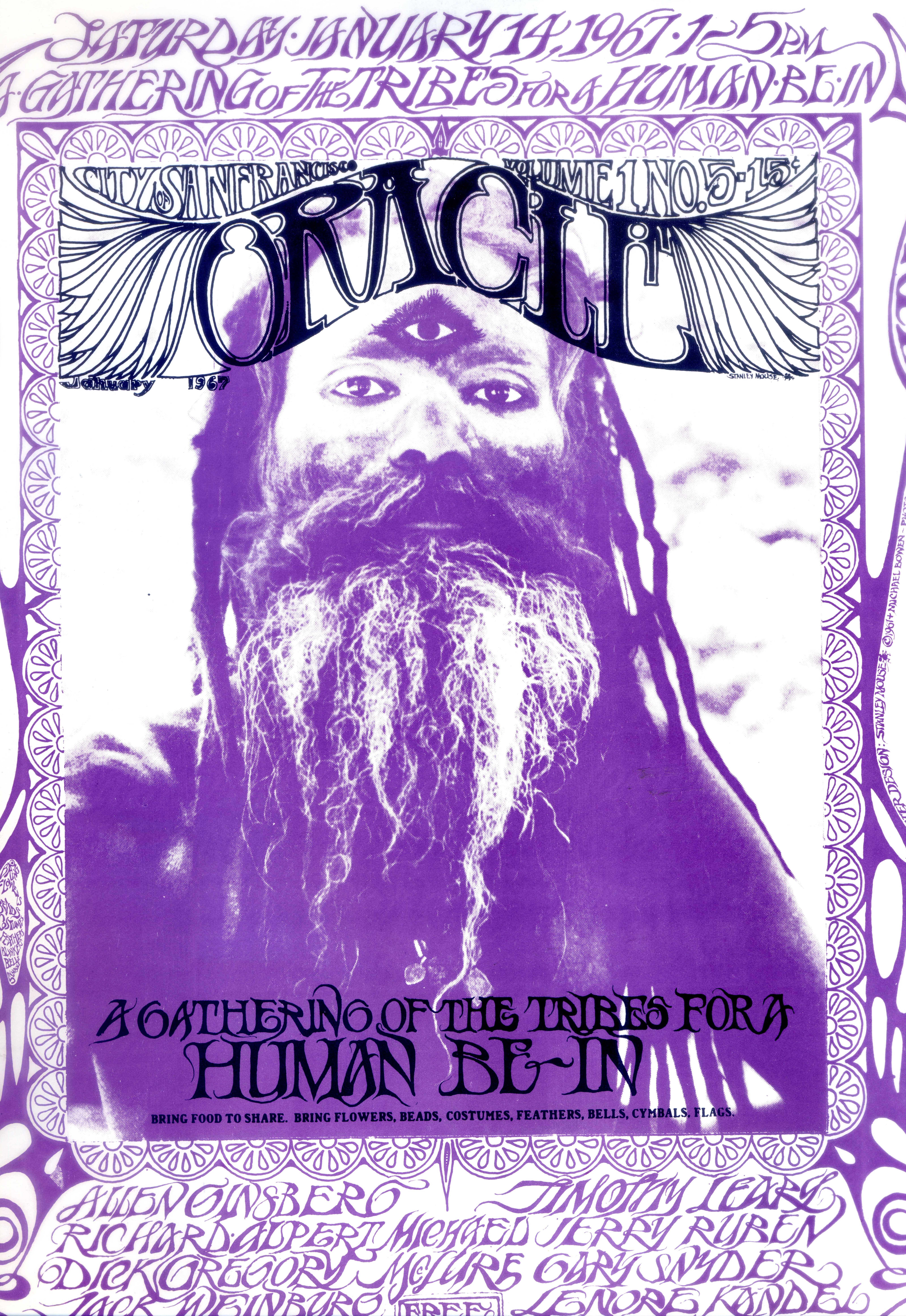
Copertina del The San Francisco Oracle, volume 1, numero 5, gennaio 1967.

Preludio della Summer of Love fu il Human Be-In, ideato e organizzato dall'artista Michael Bowen come "raduno di tribù". L'evento, che ebbe luogo presso il Golden Gate Stadium il 14 gennaio del 1967, venne presentato come l'opportunità per unire le due fazioni, filosoficamente opposte, della controcultura californiana: da una parte i radicali di Berkeley, che insistevano per una maggiore militanza contro la guerra del Vietnam e il governo americano e dall'altra gli hippy di Haight-Ashbury che invece propendevano per metodi di protesta più pacifici. Il 12 gennaio, durante il comunicato stampa dell'evento, l'attivista Jerry Rubin affermò che il Be-In avrebbe mostrato hippy e radicali uniti in nome dello stesso obiettivo: chiamarsi fuori dai giochi politici e dalle istituzioni che opprimevano e disumanizzavano il popolo degli Stati Uniti e creare una comunità guidata da valori di amore e pace e dove potessero nascere nuovi tipi di relazioni umane.
Allen Cohen annunciò così l'evento sulle pagine del San Francisco Oracle:
All'alba del 14 una folla di circa 20 000 persone aveva già occupato il Golden Gate Park. Riuniti sul prato del campo di polo, salutarono il nuovo giorno con canti, incensi, fiori e bandiere, accompagnati dal suono di tamburi e dalla musica dei Jefferson Airplane e dei Grateful Dead. La presenza dei media fece dell'evento la prima manifestazione pubblica del movimento hippy.

### Inizio della Summer of Love
Nella primavera del 1967 San Francisco diventa protagonista di un vero e proprio fenomeno mediatico: la città viene presentata alla radio e in televisione come simbolo di un nuovo movimento di controcultura e protesta, di un rinnovamento spirituale e della nuova rivoluzione musicale. Un sempre crescente numero di giovani invade il quartiere di Haight-Ashbury, mettendo in allarme le autorità e i governatori locali determinati a fermare il flusso di pellegrinaggio.
Il 5 aprile i leader della comunità hippy, durante la loro prima conferenza stampa, annunciarono la formazione del consiglio della Summer of Love. I membri del consiglio, tra cui figuravano il San Francisco Oracle e i Diggers, invocarono il nome del santo da cui la città di San Francisco prende il nome e chiesero alla città di dare il benvenuto all'ineludibile corrente di giovani che nel periodo estivo avrebbe raggiunto la città.

Il consiglio rilasciò il seguente annuncio:
L'intera comunità si impegnò per trasformare l'Haight-Ashbury in un quartiere capace di accogliere il più grande evento che la città avesse mai ospitato. Mentre i Diggers aprirono una clinica medica gratuita e un negozio che forniva gratuitamente beni di prima necessità, a partire da aprile la Gray Line Bus Company istituì il San Francisco Haight-Ashbury District "Hippie Hop" Tour durante il quale i visitatori venivano guidati per il quartiere osservando la vita dei suoi abitanti, forniti di un glossario di termini hippy.
Il 13 maggio venne lanciato il singolo San Francisco (Be Sure to Wear Flowers in Your Hair), scritta dal cantante dei The Mamas & the Papas John Phillips e cantata da Scott McKenzie. La canzone, che raggiunse subito la cima delle classifiche musicali di tutto il paese, preannunciava in arrivo con la nuova stagione, un clima di amore e ospitalità.
(San Francisco (Be sure to wear a flower in your hair), Scott McKenzie)
La canzone, inoltre, venne utilizzata per pubblicizzare il Monterey Pop Festival tenutosi tra il 16 e il 18 giugno, durante il quale presero parte artisti quali The Who, Grateful Dead, The Animals, Jefferson Airplane, The Jimi Hendrix Experience, Otis Redding, Ravi Shankar e The Byrds. Il festival di Monterey, insieme a un'altra serie di concerti, fu uno degli elementi fondamentali che contribuirono ad attirare nella città californiana un sempre più ampio numero di persone.
L'inizio ufficiale della Summer of Love venne fatto coincidere con il solstizio d'estate. Per questa occasione l'ottava edizione del San Francisco Oracle pubblicò l'invito ufficiale a una cerimonia organizzata dagli editori del giornale per celebrare la prima alba dell'estate dalle colline di Twin Peaks.

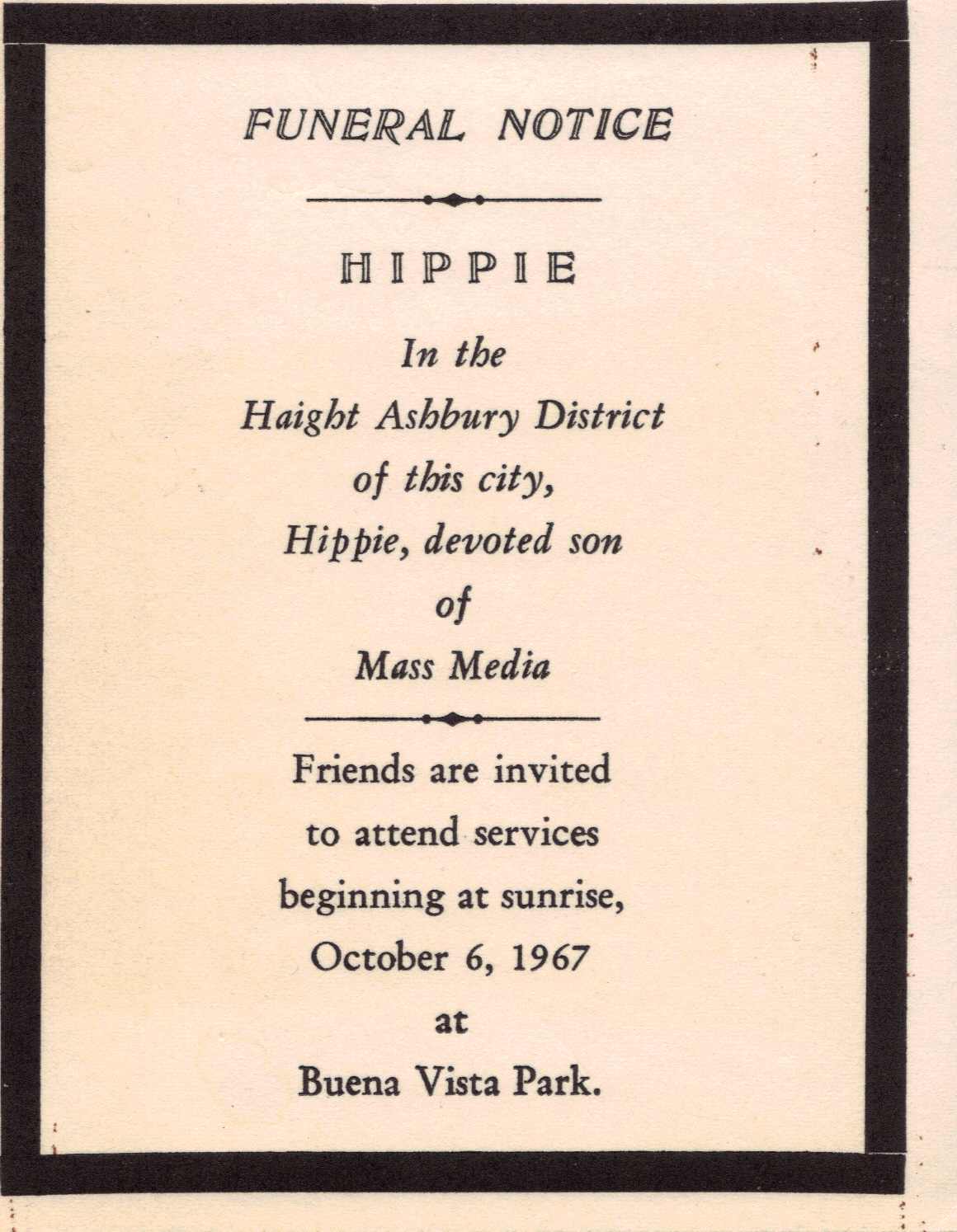
Volantino per il "Funerale dell'Hippy", 1967

### Conclusione
Dopo mesi di concerti, raduni, feste e spettacoli teatrali il quartiere di Haight-Ashbury sembrava aver perso il bagliore iniziale, restituendo invece un'immagine di generale deterioramento: durante l'estate episodi di violenza e criminalità, nonché uno stato di degrado derivato da un diffuso impoverimento e dall'abuso di droghe avevano cancellato l'iniziale entusiasmo. Si era ormai diffusa l'idea che nel periodo estivo si era perso il senso centrale dell'evento e si stava solo rispondendo a un'immagine mediatica. Il distretto si era trasformato in un "vortice astratto per un pellegrinaggio indefinito".
In autunno, dopo che un consistente numero di ragazzi e ragazze lasciò la città, come gesto emblematico che segnasse il tramonto della Summer of Love, un piccolo gruppo di hippy rimasti nella comunità allestì un funerale simbolico chiamato "The Death of the Hippie" (letteralmente: "la morte dell'hippy"). La cerimonia ebbe luogo presso il Buena Vista Park il 6 ottobre 1967, significativamente un anno esatto dopo che l'LSD venne dichiarato fuori legge. L'iniziativa rispondeva al desiderio di segnare simbolicamente la fine di un'era e rivendicare gli ideali e i sogni che avevano ispirato inizialmente gli abitanti di Haight-Ashbury.
Tuttavia lo strascico dell'estate dell'amore portò devastazione nelle strade fino all'inizio degli anni settanta.

## Il fenomeno di Haight-Ashbury
Nonostante la sua breve durata, l'esperienza di Haight-Ashbury ha rappresentato un'importante svolta politico-culturale, segnando profondamente gli ideali e l'immaginario di un'intera generazione.
Inizialmente il movimento si costruì intorno a un sentimento di coesione principalmente culturale. L'obbiettivo della comunità di Haight-Ashbury era quello di rivoluzionare ogni aspetto del tradizionale sistema sociale, ricercare alternative rispetto al comune e cauto pensiero borghese: la creazione di nuove prospettive, di forme liberatorie di espressione, di una realtà basata sulla condivisione e la ricerca un nuovo stile di vita, rappresentavano gli ideali principali a cui aspirava il movimento.
L'uso di droghe, come l'LSD, costituiva la porta d'accesso a un nuovo mondo di esperienze, alla spontaneità, alla scoperta di imprevedibili connessioni tra gli oggetti della realtà. Le immagini e visioni derivanti dall'esperienza di allucinogeni rappresentavano un'opportunità per rompere i confini dell'apparenza, un modo per esplorare i diversi livelli della percezione umana. La sensazione di vedere tutto fondersi in un'unica realtà, di far parte di un unicum, segna la filosofia hippy che riconosce come fondamentali valori come quello dell'amore, della coesistenza pacifica, dell'armonia, della bellezza e della libertà.
L'LSD è il primo simbolo che definisce la comunità hippy, che la raccoglie in base alla comune condivisione di un oggetto materiale. L'idea diffusa era che l'assunzione di droghe potesse in qualche modo ampliare la coscienza e la spiritualità dell'uomo. Da qui il tentativo di assimilare l'esperienza psichedelica in tutte le forme d'espressione: dalle arti visive a quelle performative, dalla letteratura al mero linguaggio, tutto si traduceva nella rappresentazione e definizione di immagini, suoni, colori, parole, che ricordassero o evocassero l'esperienza del trip. La forma d'arte prediletta era la rappresentazione teatrale, considerata come l'apoteosi della spontaneità, della comunione sociale e spirituale.
L'importanza dell'elemento teatrale trasforma ogni dimostrazione o manifestazione pubblica in un vero e proprio happening, in uno spettacolo di colori, musica e danze, dove l'eccezionalità dell'evento è costituita dalla partecipazione all'evento stesso. Di fatto l'impatto visivo che avevano i cortei hippy fece la loro forza, mettendo tuttavia in secondo piano i contenuti politici della loro ribellione. La loro lotta contro il capitalismo si realizza attraverso una trasformazione di stile e un'etica di pacifismo: l'immagine che ne deriva, spesso, è quella di una militanza molto sfocata; a volte la stessa filosofia del confidare nel flusso del mondo, nella pace e nell'armonia è stata interpretata come strumento dietro cui nascondersi per evitare il confronto su tematiche complesse. Questo fu uno dei principali motivi per cui fin dall'inizio si instaurò una complessa dialettica tra radicali politici, impegnati nella mobilitazione contro la guerra e nel movimento per i diritti civili, e la comunità hippy, che espresse la propria ribellione attraverso una rivoluzione culturale di costumi e valori.